# Liste des maires de Mayenne
La liste des maires de Mayenne présente la liste des maires de la commune française de Mayenne, située dans le département de la Mayenne en région Pays de la Loire.

## Liste des maires

### Sous l'Ancien Régime
| Période                                  | Période | Identité                                   | Étiquette | Qualité                                                                |
| ---------------------------------------- | ------- | ------------------------------------------ | --------- | ---------------------------------------------------------------------- |
| Les données manquantes sont à compléter. |         |                                            |           |                                                                        |
| 1656                                     | 1659    | René Le Bourdais                           |           | Maire choisi par le duc de Mayenne                                     |
| 1659                                     | 1662    | André-Pierre d'Andigné                     |           | Maire choisi par le duc de Mayenne                                     |
| 1662                                     | 1693    | Jean Viel de Torbéchet                     |           | Maire choisi par le duc de Mayenne                                     |
| 1693                                     | 1693    | François Lefebvre d'Argencé                |           | Maire choisi par le roi                                                |
| 1693                                     | 1707    | Jean Viel de Torbéchet                     |           | Maire choisi par le roi                                                |
| 1707                                     | 1709    | Jean-Baptiste Le Goué                      |           | Maire choisi par le roi                                                |
| 1709                                     | 1716    | Pierre de Trois-Verlets                    |           | Maire choisi par le roi                                                |
| 1716                                     | 1717    | P... Moret                                 |           | Maire choisi par le roi                                                |
| 1717                                     | 1721    | François-Pierre Pouyvet de la Blinière     |           | Maire choisi par le duc de Mayenne                                     |
| 1721                                     | 1723    | Jean-René Tanquerel                        |           | Maire choisi par le duc de Mayenne                                     |
| 1723                                     | 1723    | René de Bazogers                           |           | Maire choisi par le roi                                                |
| 1723                                     | 1724    | Jean-Baptiste Le Goué                      |           | Maire choisi par le roi                                                |
| 1724                                     | 1726    | René de Bazogers                           |           | Maire choisi par le duc de Mayenne                                     |
| 1726                                     | 1730    | Pierre Bouessay de la Morinière            |           | Maire choisi par le duc de Mayenne                                     |
| 1730                                     | 1732    | Julien-Gervais Bouessay du Coudray         |           | Maire choisi par le duc de Mayenne                                     |
| 1732                                     | 1738    | Michel Barbeu de la Couperie               |           | Maire choisi par le duc de Mayenne                                     |
| 1738                                     | 1748    | François-Robert Tanquerel                  |           | Maire choisi par le duc de Mayenne                                     |
| 1748                                     | 1750    | Jacques-François Le Frère de Maisons       |           | Maire choisi par le duc de Mayenne                                     |
| 1750                                     | 1752    | Nicolas Martin du Hautmont                 |           | Maire choisi par le duc de Mayenne                                     |
| 1752                                     | 1756    | François-René Leplat                       |           | Maire choisi par le duc de Mayenne                                     |
| 1756                                     | 1762    | Augustin Hochet de la Terrerie             |           | Maire choisi par le duc de Mayenne                                     |
| 1762                                     | 1764    | Guy-Paul Bouessay                          |           | Maire choisi par le duc de Mayenne                                     |
| 1764                                     | 1765    | François Treton de Vaujuas                 |           | Premier maire électif                                                  |
| 1765                                     | 1765    | Pierre Lemoyne de la Guestrie              |           | Deuxième maire électif                                                 |
| 1765                                     | 1768    | Julien de la Lande                         |           | Maire choisi par la duchesse de Mayenne                                |
| 1768                                     | 1770    | Nicolas Martin de Hautmont                 |           | Maire choisi par le Roi, sur la présentation de la duchesse de Mayenne |
| 1770                                     | 1778    | François-René Leplat                       |           | Maire choisi par le Roi, sur la présentation de la duchesse de Mayenne |
| 1778                                     | 1790    | Julien-Jean-François Lefebvre de Champorin |           | Maire choisi par le Roi, sur la présentation de la duchesse de Mayenne |

### Entre 1790 et 1944
| Période     | Période                 | Identité                                          | Étiquette                | Qualité |
| ----------- | ----------------------- | ------------------------------------------------- | ------------------------ | --- |
| 1790        | 1791                    | Joseph-François Dupont de Grandjardin             |                          | Député de la Mayenne Période révolutionnaire |
| 1791        | 1792                    | François-René Gournay                             |                          | Avocat à la Cour de cassation, juge Période révolutionnaire                                                                                         |
| 1792        | 1793                    | René-Marie Leudière                               |                          | Période révolutionnaire |
| 1793        | 1793                    | René-Marie Jacquier                               |                          | Période révolutionnaire |
| 1793        | 1794                    | Louis-Bernard Quinton                             |                          | Avocat à Mayenne Période révolutionnaire |
| 1794        | 1795                    | Pierre-Julien Chabrun-Carlière                    |                          | Période révolutionnaire |
| 1795        | 1795                    | Jacques-François Bissy                            |                          | Avocat, juge Député de la Mayenne (1791 → 1795) Président de l'administration municipale                                                            |
| 1795        | 1796                    | René-Augustin Lair-Lamotte                        |                          | Avocat, juge Député de la Mayenne (1795 → 1796) Président de l'administration municipale                                                            |
| 1796        | 1796                    | Jean-Baptiste Voille                              |                          | Président de l'administration municipale |
| 1796        | 1797                    | Jean-Baptiste Cheminant                           |                          | Président de l'administration municipale |
| 1797        | 1798                    | Coulon fils                                       |                          | Président de l'administration municipale |
| 1798        | 1800                    | René-Jean Carré                                   |                          | Président de l'administration municipale |
| 1800        | 1803                    | Jean-Baptiste Cheminant                           |                          | Nommé maire |
| 1803        | 1815                    | Nicolas-François Le Forestier                     |                          | Ancien colonel de la Garde nationale |
| 7 mars 1816 | 1830                    | Louis de Hercé                                    |                          | Député de la Mayenne (1824 → 1827) |
| 1830        | 1837                    | Louis Didier Lecour                               |                          | Député de la Mayenne (1831 → 1834) |
| 1837        | 1847                    | Pierre-Marie-Joseph Nouël de Latouche             |                          | Conseiller d'arrondissement du canton de Bais |
| 1847        | 1848                    | Jean-Julien Godard-Beauchêne                      |                          | Apothicaire |
| 1848        | 1850                    | Henri Gandais (1813-1887)                         | Républicain              | Chirurgien des Hospices et hôpitaux de Mayenne Conseiller général de Mayenne-Ouest (1848 → 1852)                                                    |
| 1850        | 1852                    | Pierre Clément Ponthault (1784-1859)              |                          | Docteur en médecine |
| 1852        | 1870                    | Pierre Marie Joseph Nouël de Latouche (1786-1872) |                          | Chevalier de la Légion d'honneur (1860) et de l'Ordre de Saint-Grégoire-le-Grand (1853)                                                             |
| 1870        | 1871                    | Henri Gandais (1813-1887)                         | Républicain              | Chirurgien des Hospices et hôpitaux de Mayenne Sous-préfet de Mayenne (1870 → 1871)                                                                 |
| 1871        | 1874                    | Hippolyte Dumoutier                               |                          | Notaire à Mayenne |
| 1874        | 1877                    | Joseph-Augustin Boullier de Branche               | Légitimiste              | Avocat Député de la Mayenne (1871 → 1876) |
| 1877        | 1877                    | Henri Gandais (1813-1887)                         | Républicain              | Chirurgien des Hospices et hôpitaux de Mayenne Conseiller général de Mayenne-Est (1876 → 1887)                                                      |
| 1877        | 1878                    | Joseph-Augustin Boullier de Branche               | Légitimiste              | Avocat Député de la Mayenne (1871 → 1876) |
| 1878        | 1887                    | Henri Gandais (1813-1887)                         | Républicain              | Chirurgien des Hospices et hôpitaux de Mayenne Conseiller général de Mayenne-Est (1876 → 1887)                                                      |
| 1887        | 25 juillet 1898 (décès) | Lucien Chaulin-Servinière                         | Républicain progressiste | Avocat à Mayenne Adjoint au maire (1877 → 1887) Député de la Mayenne (2e circ. Mayenne) (1889 → 1898) Conseiller général de Couptrain (1874 → 1898) |
| 1898        | 1910                    | Michel Paul Lintier                               |                          | Négociant Président du Tribunal de commerce de Mayenne                                                                                              |
| 1910        | 1919                    | Louis Michel Lintier (1857-1945)                  |                          | Négociant en vins, demi-frère du précédent |
| 1919        | 1935                    | René Blanchard                                    | Rad.                     | Avoué |
| 1935        | 1941                    | Léon Brière                                       | RG                       | |
| 1941        | 1944                    | Marcel Mousset                                    |                          | |

### Depuis 1944
Depuis la Libération, cinq maires se sont succédé à la tête de la commune.
| Période         | Période                   | Identité                   | Étiquette     | Qualité |
| --------------- | ------------------------- | -------------------------- | ------------- | --- |
| 1944            | 4 novembre 1947           | Charles Drou               | PRRRS         | Directeur honoraire d'école primaire supérieure |
| 4 novembre 1947 | 26 mars 1971              | Lucien de Montigny         | MRP puis CDP  | Avocat Sénateur de la Mayenne (1965 → 1974) Conseiller général de Mayenne-Est (1949 → 1975)                                                                                              |
| 26 mars 1971    | 9 mars 2008               | Claude Leblanc (1931-2024) | PS            | Directeur retraité de Caisse d'épargne Conseiller général de Mayenne-Ouest (1986 → 2004) Président de CC du Pays de Mayenne (1994 → 2008)                                                |
| 9 mars 2008     | 4 juillet 2020            | Michel Angot               | DVG puis LREM | Retraité de la fonction publique Conseiller général de Mayenne-Ouest (2004 → 2015) Président de CC du Pays de Mayenne (2008 → 2015) Président de Mayenne Communauté (2016 → 2020)        |
| 4 juillet 2020  | En cours (au 13 mai 2022) | Jean-Pierre Le Scornet     | PS            | Chargé de développement et d'animation Conseiller régional des Pays de la Loire (2004 → 2020) Vice-président du conseil régional (2004 → 2015) Président de Mayenne Communauté (2020 → ) |

## Conseil municipal actuel
Les 33 sièges composant le conseil municipal de Mayenne ont été pourvus le 28 juin 2020 à l'issue du second tour. Actuellement, il est réparti comme suit : 

## Résultats des élections municipales

### Élection municipale de 2020
| Tête de liste                  | Tête de liste            | Liste                    | Premier tour | Premier tour | Second tour | Second tour | Sièges  | Sièges  |
| Tête de liste                  | Tête de liste            | Liste                    | Voix         | %            | Voix        | %           | CM      | CC      |
| ------------------------------ | ------------------------ | ------------------------ | ------------ | ------------ | ----------- | ----------- | ------- | ------- |
|                                | Jean-Pierre Le Scornet   | PS                       | 1 784        | 42,84        | 2 045       | 50,44       | 25      | 16      |
| Agir pour Mayenne avec vous    |                          |                          | 1 784        | 42,84        | 2 045       | 50,44       | 25      | 16      |
|                                | Adrien Mottais           | UDI-LR                   | 1 347        | 32,34        | 1 722       | 42,47       | 7       | 5       |
| Mayenne s'écrit ensemble       |                          |                          | 1 347        | 32,34        | 1 722       | 42,47       | 7       | 5       |
|                                | Josselin Chouzy          | LREM                     | 433          | 10,39        | 287         | 7,07        | 1       | 0       |
| Mayenne 2.0 un avenir connecté |                          |                          | 433          | 10,39        | 287         | 7,07        | 1       | 0       |
|                                | Jean-Claude Lavandier    | DVG                      | 600          | 14,40        | Retrait     | Retrait     | Retrait | Retrait |
| Mayenne demain                 |                          |                          | 600          | 14,40        | Retrait     | Retrait     | Retrait | Retrait |
|                                |                          |                          |              |              |             |             |         |         |
| Votes exprimés                 | Votes exprimés           | Votes exprimés           | 4 164        | 95,92        | 4 054       | 96,57       |         |         |
| Votes blancs                   | Votes blancs             | Votes blancs             | 49           | 1,13         | 62          | 1,48        |         |         |
| Votes nuls                     | Votes nuls               | Votes nuls               | 128          | 2,95         | 82          | 1,95        |         |         |
| Total                          | Total                    | Total                    | 4 341        | 100,00       | 4 198       | 100,00      | 33      | 21      |
| Abstentions                    | Abstentions              | Abstentions              | 5 280        | 54,88        | 5 433       | 56,41       |         |         |
| Inscrits / participation       | Inscrits / participation | Inscrits / participation | 9 621        | 45,12        | 9 631       | 43,59       |         |         |

### Élection municipale de 2014
|                                     | Michel Angot * | DVG            | 3 321 | 100,00 | 33 | 20 |  |  |
| Mayenne pour tous avec Michel Angot |                |                | 3 321 | 100,00 | 33 | 20 |  |  |
|                                     |                |                |       |        |    |    |  |  |
| Inscrits                            | Inscrits       | Inscrits       | 9 747 | 100,00 |    |    |  |  |
| Abstentions                         | Abstentions    | Abstentions    | 4 664 | 47,85  |    |    |  |  |
| Votants                             | Votants        | Votants        | 5 083 | 52,15  |    |    |  |  |
| Blancs et nuls                      | Blancs et nuls | Blancs et nuls | 1 762 | 34,66  |    |    |  |  |
| Exprimés                            | Exprimés       | Exprimés       | 3 321 | 65,34  |    |    |  |  |
| * Liste du maire sortant            |                |                |       |        |    |    |  |  |

### Élection municipale de 2008
|                                                  | Michel Angot     | DVG-PS         | 4 268 | 60,25  | 27 |  |  |  |
| Renouveler, innover, partager                    |                  |                | 4 268 | 60,25  | 27 |  |  |  |
|                                                  | Yannick Favennec | UMP-MoDem-DVD  | 2 816 | 39,75  | 6  |  |  |  |
| Ensemble, donnons une nouvelle énergie à Mayenne |                  |                | 2 816 | 39,75  | 6  |  |  |  |
|                                                  |                  |                |       |        |    |  |  |  |
| Inscrits                                         | Inscrits         | Inscrits       | 9 684 | 100,00 |    |  |  |  |
| Abstentions                                      | Abstentions      | Abstentions    | 2 381 | 24,59  |    |  |  |  |
| Votants                                          | Votants          | Votants        | 7 303 | 75,41  |    |  |  |  |
| Blancs ou nuls                                   | Blancs ou nuls   | Blancs ou nuls | 219   | 3,00   |    |  |  |  |
| Exprimés                                         | Exprimés         | Exprimés       | 7 084 | 97,00  |    |  |  |  |